# Гавайи и Гражданская война в США
Гавайи в американской Гражданской войне официально придерживалось нейтралитета, объявленного королём Камеамеа IV. Тем не менее многие коренные гавайцы и гавайские американцы (в основном потомки американских миссионеров) были зачислены в армии Союза и Конфедерации.

## Правительственная политика

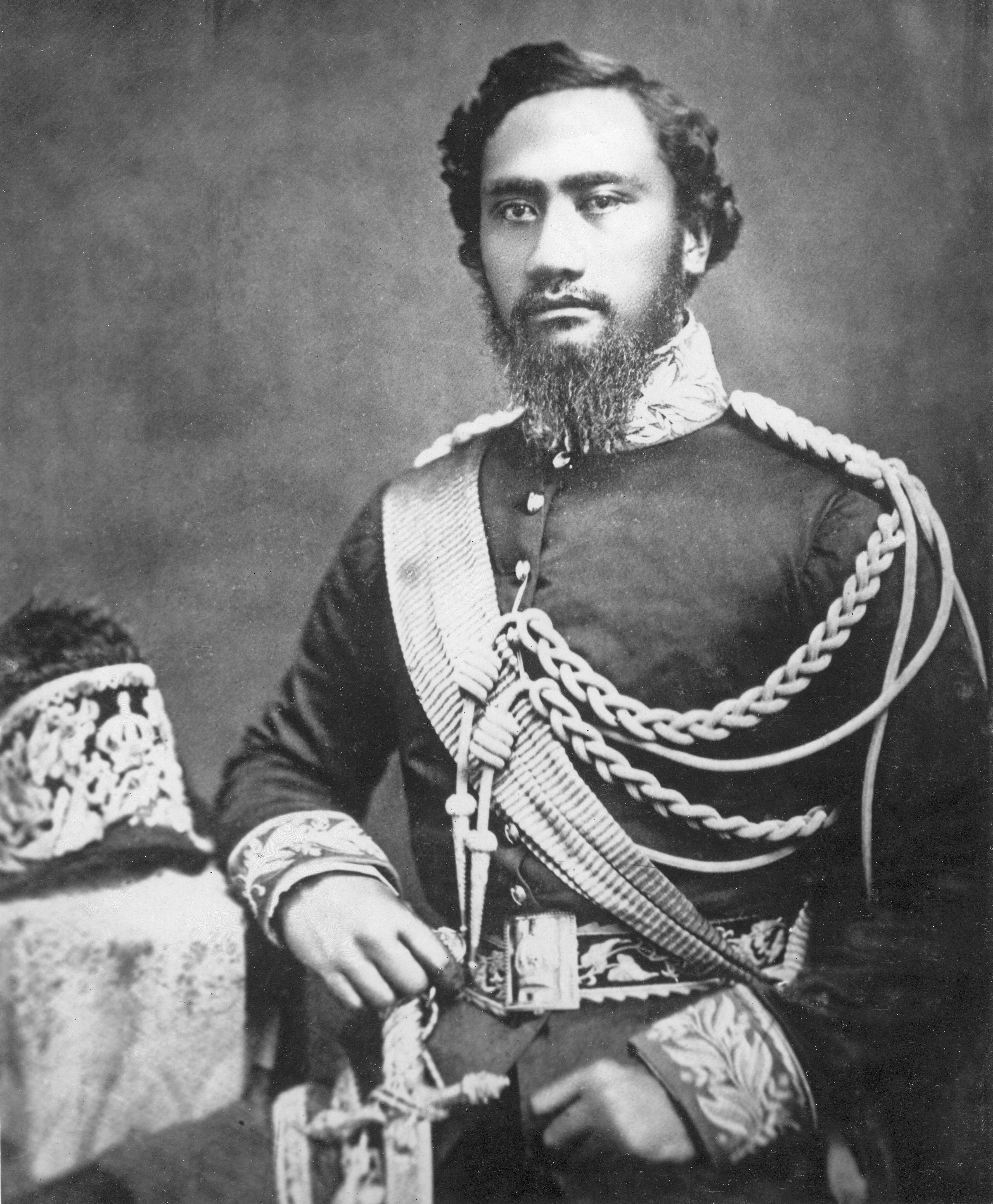
Камеамеа IV объявил нейтралитет Гавайев в 1861 году

После начала Гражданской войны в США Гавайи были обеспокоены возможностью нападений каперов Конфедерации в Тихом океане. Министр иностранных дел островов Роберт Крайтон Уайли выступал за декларацию о нейтралитете, следуя тому, что сделал предыдущий король Камеамеа III во время Крымской войны в 1854 году, в то время как король Камеамеа IV и министр финансов Дэвид Л. Грегг опасались дипломатических последствий юридического признания Конфедерации в случае принятия подобной декларации. После того, как Британская империя и Франция объявили о своем нейтралитете в конфликте, король последовал их примеру.
26 августа 1861 года король Камеамеа IV подписал официальное провозглашение нейтралитета:

Да будет известно всем, […] мы, Камеамеа IV […] настоящим провозглашаем наш нейтралитет […]. Он должен соблюдаться повсеместно […], все захваты и конфискации, совершённые в его пределах, являются незаконными […] Настоящим Мы строго запрещаем всем нашим подданным, а также всем, кто проживает или может находиться в пределах нашей юрисдикции, участвовать в каперстве […]; они ни в коем случае не получат от нас защиты […].Оригинальный текст (англ.)Be it be known […] we, Kamehameha IV, king of Hawaii, [...] hereby declare our neutrality [...]. Our neutrality must be respected everywhere [...], all seizures and confiscations made within it are illegal [...] we Hereby strictly prohibit all our subjects, as well as all who reside or may be within our jurisdiction, from participating in the privateer [...]; they will in no way receive protection from us [...].— 
Целью объявления нейтралитета была попытка сохранить добрососедские отношения с Союзом, но и не «обидеть» Конфедерацию, тем самым оставшись торговым партнёром противоборствующих сторон и остаться «другом» стороне, которая выйдет из войны победителем. Также целью ставилось «отречение» от гавайских добровольцев в армиях и каперов, грабивших обе стороны на море, и обещание, что эти подданные «никоим образом не получат никакой защиты от нас [короля]» в смысле того, что королевство отдаёт взятых в плен каперов и добровольцев в руки победителю.

## Гавайские добровольцы
Несмотря на нежелание гавайского правительства участвовать в конфликте, многие коренные гавайцы и американцы, родившиеся на Гавайях (в основном потомки американских миссионеров), как за границей, так и на островах, добровольно записывались в военные полки различных штатов в Союзе и Конфедерации, а отдельные коренные гавайцы служили в военно-морских силах Соединённых Штатов и армии уже после войны 1812 года. Многие гавайцы сочувствовали Союзу из-за связей Гавайев с Новой Англией через своих миссионеров и идеологической оппозиции многих к институту рабства, которое Конституция 1852 года объявила вне закона в Королевстве. Часть американских миссионеров на Гавайях, многие из которых учились в американских университетах, также приняли участие в войне; известно, что двадцать один из них ранее были учениками в школе Пенаху.
За несколько месяцев до провозглашения нейтралитета капитан гавайского флота Томас Спенсер впервые лично финансировал и собрал отряд для отправки на континент, состоящий в основном из коренных гавайцев из Хило на острове Гавайи. Они были приведены к присяге четвертого июля, которая была организована Спенсером в его резиденции в Хило. Эти добровольцы, получившие название «Непобедимый Спенсер», предложили свои услуги президенту Линкольну и Союзу. Однако, чтобы предотвратить дипломатические споры и в защиту нейтралитета Гавайев, объявленного в августе, король Камеамеа IV и министр иностранных дел Вилли официально отказали в разрешении на то, чтобы они стали подразделением армии США. Когда капитан Спенсер услышал эту новость, он заплакал.
По состоянию на 2014 год исследователи выявили 119 добровольцев, воевавших на континенте. Точное число все еще остается неясным, потому что многие гавайцы были зачислены под англизированными именами, и о них известно мало из-за отсутствия подробных записей.

## Наследие

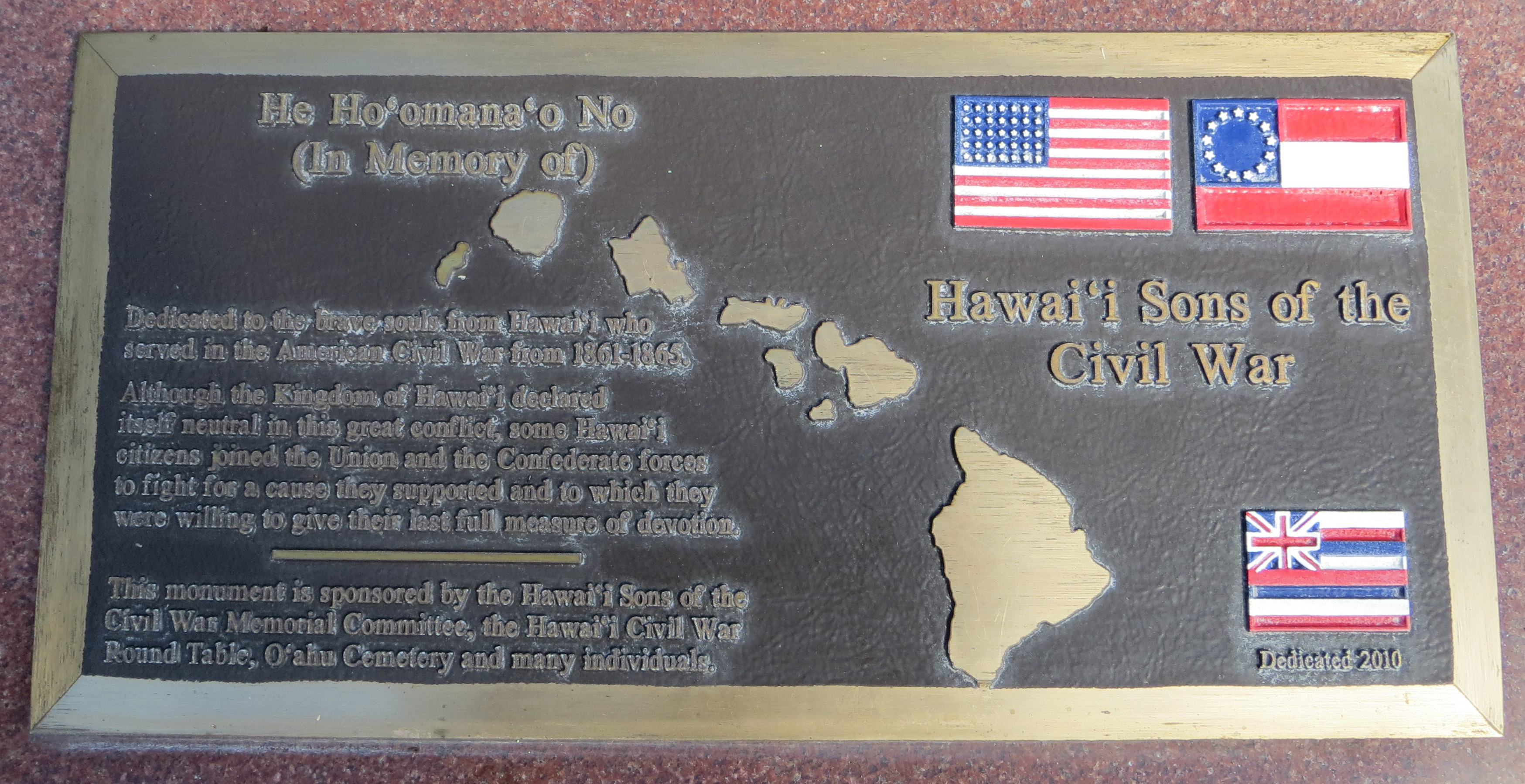
Мемориальная доска для «сыновей Гавайских островов гражданской войны» на Национальном мемориальном кладбище Тихого океана, Гонолулу

Многие ветераны гражданской войны похоронены на кладбище Оаху в Гонолулу, хотя большинство из отмеченных могил принадлежат ветеранам из других государств, которые позже обосновались на Гавайях. 26 августа 2010 года, в годовщину подписания Гавайской декларации о нейтралитете, вдоль мемориальной дорожки на национальном мемориальном кладбище Тихого океана в Гонолулу была установлена бронзовая мемориальная доска, признающая «Гавайскими сыновьями Гражданской войны» более ста задокументированных гавайцев, которые служили во время Гражданской войны как в армии Союза, так и Конфедерации.
В 2013 году Тодд Оквирк, Нанетт Наполеон, Джастин Вэнс, Анита Мэннинг начали съёмки документального фильма-биографии рожденных на Гавайях солдатах и матросах гражданской войны в США, сражавшихся по обе стороны фронта. В 2015 году, в годовщину окончания войны, служба национальных парков выпустила брошюру под названием «Азиаты и жители тихоокеанских островов в гражданской войне» с описанием подвигов большого числа добровольцев Азиатского и Тихоокеанского происхождения, которые служили во время войны. Биографии Питмана, Буша, Килохи и других были написаны в соавторстве с историками Анитой Мэннинг и Джастином Вэнсом.